# Axelfors landskommun
Axelfors landskommun var en tidigare kommun i dåvarande Älvsborgs län. 

## Administrativ historik
Kommunen bildades som storkommun vid kommunreformen 1952 genom sammanläggning av de tidigare kommunerna Redslared, Revesjö, Ullasjö och Örsås. Namnet togs från det dåvarande stationssamhället Axelfors, numera en småort med 54 invånare.
Kommunen upplöstes 1971 då den lades samman med Svenljunga kommun.
Kommunkod var 1548.

### Kyrklig tillhörighet
I kyrkligt hänseende tillhörde kommunen församlingarna Redslared, Revesjö, Ullasjö och Örsås.

## Geografi
Axelfors landskommun omfattade den 1 januari 1952 en areal av 249,22 km², varav 241,12 km² land.

### Tätorter i kommunen 1960
I Axelfors landskommun fanns del av tätorten Uddeboa, som hade 28 invånare i kommunen den 1 november 1960. Tätortsgraden i kommunen var då 1,6 procent.

## Politik

### Mandatfördelning i valen 1950–1966
| 10 | 16 | 2 | 7 |

| 32 |

| 9 | 12 | 2 | 7 |

| 28 |

| 7 | 14 | 2 | 7 |

| 26 |

| 8 | 13 | 2 | 7 |

| 26 |

| 7 | 14 | 2 | 7 |

| 26 |